# Terebikko
Terebikko (てれびっこ) era um console lançado pela Bandai no Japão em 1992. Ele usava um sistema de fitas VHS com capacidade média. O sistema se conectava ao videocassete para pressionar os botões do telefone e tomar as decisões do jogo.

## Jogos mais populares
- Anpanman OAV 1
- Anpanman OAV 2
- Dragon Ball Z Atsumare! Goku Wârudo
- Mario & Yoshi's Adventure Land
- Sailor Moon S - Kotaete Moon Call
- Tokyo Mew Mew Rush To Animals Special!
- Smile Pretty Cure The Alright Smile